# Военные учебные заведения СССР по городам
Военные учебные заведения СССР по городам на 1986 год:
| Наименования | Год создания | Звания и награды                                                                           | Знаки различия |          |          |
| Алма-Ата | Алма-Ата     | Алма-Ата                                                                                   | Алма-Ата       | Алма-Ата | Алма-Ата |
| --- | ------------ | ------------------------------------------------------------------------------------------ | -------------- | -------- | -------- |
| Алма-Атинское высшее общевойсковое командное училище имени Маршала Советского Союза И. С. Конева                                                                        | 1970         |                                                                                            |                |          |          |
| Высшее пограничное командное ордена Октябрьской Революции, Краснознамённое училище КГБ СССР имени Ф. Э. Дзержинского                                                    | 1931         | Орден Октябрьской Революции · Орден Красного Знамени                                       |                |          |          |
| Высшие курсы КГБ СССР | 1974         |                                                                                            |                |          |          |
| Армавир |              |                                                                                            |                |          |          |
| Армавирское высшее военное авиационное Краснознамённое училище лётчиков противовоздушной обороны имени Главного маршала авиации П. С. Кутахова                          | 1940         | Орден Красного Знамени                                                                     |                |          |          |
| Ачинск |              |                                                                                            |                |          |          |
| Ачинское военное авиационно-техническое училище имени 60-летия ВЛКСМ | 1947         |                                                                                            |                |          |          |
| Баку |              |                                                                                            |                |          |          |
| Бакинское высшее общевойсковое командное училище имени Верховного Совета Азербайджанской ССР                                                                            | 1939         |                                                                                            |                |          |          |
| Каспийское высшее военно-морское Краснознамённое училище имени С. М. Кирова                                                                                             | 1939         | Орден Красного Знамени                                                                     |                |          |          |
| Балашиха |              |                                                                                            |                |          |          |
| Московское высшее командное училище дорожных и инженерных войск | 1967         |                                                                                            |                |          |          |
| Балашов |              |                                                                                            |                |          |          |
| Балашовское высшее военное авиационное училище лётчиков имени Главного маршала авиации А. А. Новикова                                                                   | 1930         |                                                                                            |                |          |          |
| Барнаул |              |                                                                                            |                |          |          |
| Барнаульское высшее военное авиационное училище лётчиков имени Главного маршала авиации К. А. Вершинина                                                                 | 1966         |                                                                                            |                |          |          |
| Благовещенск |              |                                                                                            |                |          |          |
| Благовещенское высшее танковое командное Краснознамённое училище имени Маршала Советского Союза К. А. Мерецкова                                                         | 1941         | Орден Красного Знамени                                                                     |                |          |          |
| Дальневосточное высшее общевойсковое командное Краснознамённое училище имени Маршала Советского Союза К. К. Рокоссовского                                               | 1940         | Орден Красного Знамени                                                                     |                |          |          |
| Борисоглебск |              |                                                                                            |                |          |          |
| Борисоглебское высшее военное авиационное ордена Ленина, Краснознамённое училище лётчиков имени В. П. Чкалова                                                           | 1922         | Орден Ленина · Орден Красного Знамени                                                      |                |          |          |
| Васильков |              |                                                                                            |                |          |          |
| Васильковское военное авиационно-техническое училище имени 50-летия ЛКСМУ                                                                                               | 1941         |                                                                                            |                |          |          |
| Вильнюс |              |                                                                                            |                |          |          |
| Вильнюсское высшее командное училище радиоэлектроники противовоздушной обороны                                                                                          | 1940         |                                                                                            |                |          |          |
| Владивосток |              |                                                                                            |                |          |          |
| Тихоокеанское высшее военно-морское училище имени С. О. Макарова | 1937         |                                                                                            |                |          |          |
| Волгоград |              |                                                                                            |                |          |          |
| Качинское высшее военное авиационное ордена Ленина, Краснознамённое училище лётчиков имени А. Ф. Мясникова                                                              | 1910         | Орден Ленина · Орден Красного Знамени                                                      |                |          |          |
| Вольск |              |                                                                                            |                |          |          |
| Вольское высшее военное ордена Красной Звезды училище тыла имени Ленинского комсомола                                                                                   | 1928         | Орден Красной Звезды                                                                       |                |          |          |
| Воронеж |              |                                                                                            |                |          |          |
| Воронежское высшее военное авиационное инженерное училище | 1948         |                                                                                            |                |          |          |
| Воронежское высшее военное инженерное училище радиоэлектроники | 1980         |                                                                                            |                |          |          |
| Ворошиловград |              |                                                                                            |                |          |          |
| Ворошиловградское высшее военное авиационное училище штурманов имени Пролетариата Донбасса                                                                              | 1930         |                                                                                            |                |          |          |
| Голицыно |              |                                                                                            |                |          |          |
| Высшее пограничное военно-политическое ордена Октябрьской Революции, Краснознамённое училище КГБ СССР имени К. Е. Ворошилова                                            | 1970         | Орден Октябрьской Революции · Орден Красного Знамени                                       |                |          |          |
| Горький |              |                                                                                            |                |          |          |
| Военно-медицинский факультет при Горьковском медицинском институте имени С. М. Кирова                                                                                   | 1965         |                                                                                            |                |          |          |
| Высшие курсы КГБ СССР | 1935         |                                                                                            |                |          |          |
| Горьковское высшее военное училище тыла имени Маршала Советского Союза И. Х. Баграмяна                                                                                  | 1974         |                                                                                            |                |          |          |
| Горьковское высшее зенитное ракетное командное училище противовоздушной обороны                                                                                         | 1951         |                                                                                            |                |          |          |
| Даугавпилс |              |                                                                                            |                |          |          |
| Даугавпилсское высшее военное авиационное инженерное училище имени Яна Фабрициуса                                                                                       | 1948         |                                                                                            |                |          |          |
| Днепропетровск |              |                                                                                            |                |          |          |
| Днепропетровское высшее зенитное ракетное командное училище противовоздушной обороны                                                                                    | 1949         |                                                                                            |                |          |          |
| Донецк |              |                                                                                            |                |          |          |
| Донецкое высшее военно-политическое училище инженерных войск и войск связи имени генерала армии А. А. Епишева                                                           | 1967         |                                                                                            |                |          |          |
| Дубна |              |                                                                                            |                |          |          |
| Волжское высшее военное строительное командное училище | 1950         |                                                                                            |                |          |          |
| Ейск |              |                                                                                            |                |          |          |
| Ейское высшее военное авиационное ордена Ленина училище лётчиков имени дважды Героя Советского Союза лётчика-космонавта СССР В. М. Комарова                             | 1915         | Орден Ленина                                                                               |                |          |          |
| Житомир |              |                                                                                            |                |          |          |
| Житомирское высшее ордена Октябрьской Революции, Краснознамённое училище радиоэлектроники противовоздушной обороны имени Ленинского комсомола                           | 1919         | Орден Октябрьской Революции · Орден Красного Знамени                                       |                |          |          |
| Иркутск |              |                                                                                            |                |          |          |
| Иркутское высшее военное авиационное инженерное ордена Красной Звезды училище имени 50-летия ВЛКСМ                                                                      | 1931         | Орден Красной Звезды                                                                       |                |          |          |
| Казань |              |                                                                                            |                |          |          |
| Казанское высшее военное командно-инженерное училище ракетных войск имени маршала артиллерии М. Н. Чистякова                                                            | 1940         |                                                                                            |                |          |          |
| Казанское высшее танковое командное Краснознамённое училище имени Верховного Совета Татарской АССР                                                                      | 1923         | Орден Красного Знамени                                                                     |                |          |          |
| Калинин |              |                                                                                            |                |          |          |
| Военная командная Краснознамённая академия противовоздушной обороны имени Маршала Советского Союза Г. К. Жукова                                                         | 1956         | Орден Красного Знамени                                                                     |                |          |          |
| Калининград |              |                                                                                            |                |          |          |
| Калининградское военное авиационно-техническое училище | 1966         |                                                                                            |                |          |          |
| Калининградское высшее военно-морское училище | 1948         |                                                                                            |                |          |          |
| Калининградское высшее инженерное ордена Ленина, Краснознамённое училище инженерных войск имени А. А. Жданова                                                           | 1918         | Орден Ленина · Орден Красного Знамени                                                      |                |          |          |
| Каменец-Подольский |              |                                                                                            |                |          |          |
| Каменец-Подольское высшее военно-инженерное командное училище имени маршала инженерных войск В. К. Харченко                                                             | 1967         |                                                                                            |                |          |          |
| Камышин |              |                                                                                            |                |          |          |
| Камышинское высшее военное строительное командное училище | 1953         |                                                                                            |                |          |          |
| Кемерово |              |                                                                                            |                |          |          |
| Кемеровское высшее военное командное училище связи имени маршала войск связи И. Т. Пересыпкина                                                                          | 1951         |                                                                                            |                |          |          |
| Киев |              |                                                                                            |                |          |          |
| Военная академия противовоздушной обороны Сухопутных войск имени Маршала Советского Союза А. М. Василевского                                                            | 1974         |                                                                                            |                |          |          |
| Высшие курсы КГБ СССР | 1954         |                                                                                            |                |          |          |
| Киевское высшее военное авиационное инженерное училище | 1951         |                                                                                            |                |          |          |
| Киевское высшее военное инженерное дважды Краснознамённое училище связи имени М. И. Калинина                                                                            | 1919         | Орден Красного Знамени · Орден Красного Знамени                                            |                |          |          |
| Киевское высшее военно-морское политическое училище | 1967         |                                                                                            |                |          |          |
| Киевское высшее зенитное ракетное инженерное ордена Ленина Краснознамённое училище имени С. М. Кирова                                                                   | 1919         | Орден Ленина · Орден Красного Знамени                                                      |                |          |          |
| Киевское высшее инженерное радиотехническое училище противовоздушной обороны имени маршала авиации А. И. Покрышкина                                                     | 1953         |                                                                                            |                |          |          |
| Киевское высшее общевойсковое командное дважды Краснознамённое училище имени М. В. Фрунзе                                                                               | 1918         | Орден Красного Знамени · Орден Красного Знамени                                            |                |          |          |
| Киевское высшее танковое инженерное ордена Красной Звезды училище имени Маршала Советского Союза И. И. Якубовского                                                      | 1930         | Орден Красной Звезды                                                                       |                |          |          |
| Киров |              |                                                                                            |                |          |          |
| Кировское военное авиационно-техническое училище | 1979         |                                                                                            |                |          |          |
| Коломна |              |                                                                                            |                |          |          |
| Коломенское высшее артиллерийское командное ордена Ленина, Краснознамённое училище имени Октябрьской Революции                                                          | 1820         | Орден Ленина · Орден Красного Знамени                                                      |                |          |          |
| Кострома |              |                                                                                            |                |          |          |
| Костромское высшее военное командное училище химической защиты | 1966         |                                                                                            |                |          |          |
| Краснодар |              |                                                                                            |                |          |          |
| Краснодарское высшее военное командно-инженерное училище ракетных войск                                                                                                 | 1982         |                                                                                            |                |          |          |
| Краснодарское высшее военное ордена Октябрьской Революции, Краснознамённое училище имени генерала армии С. М. Штеменко                                                  | 1929         | Орден Октябрьской Революции · Орден Красного Знамени                                       |                |          |          |
| Краснодарское военное объединённое лётно-техническое ордена Дружбы народов училище имени Героя Советского Союза А. К. Серова                                            | 1960         | Орден Дружбы народов                                                                       |                |          |          |
| Красноярск |              |                                                                                            |                |          |          |
| Красноярское высшее командное училище радиоэлектроники противовоздушной обороны                                                                                         | 1949         |                                                                                            |                |          |          |
| Кстово |              |                                                                                            |                |          |          |
| Горьковское высшее военное строительное командное училище | 1979         |                                                                                            |                |          |          |
| Куйбышев |              |                                                                                            |                |          |          |
| Военно-медицинский факультет при Куйбышевском медицинском институте имени Д. И. Ульянова                                                                                | 1964         |                                                                                            |                |          |          |
| Курган |              |                                                                                            |                |          |          |
| Курганское высшее военно-политическое авиационное училище | 1967         |                                                                                            |                |          |          |
| Ленинград |              |                                                                                            |                |          |          |
| Военная ордена Ленина академия тыла и транспорта | 1932         | Орден Ленина                                                                               |                |          |          |
| Военная артиллерийская ордена Ленина, Краснознамённая академия имени М. И. Калинина                                                                                     | 1953         | Орден Ленина · Орден Красного Знамени                                                      |                |          |          |
| Военная ордена Ленина, Краснознамённая академия связи имени Маршала Советского Союза С. М. Будённого                                                                    | 1919         | Орден Ленина · Орден Красного Знамени                                                      |                |          |          |
| Военно-медицинская ордена Ленина, Краснознамённая академия имени С. М. Кирова                                                                                           | 1786         | Орден Ленина · Орден Красного Знамени                                                      |                |          |          |
| Военно-морская орденов Ленина, Октябрьской Революции и Ушакова академия имени Маршала Советского Союза А.А. Гречко                                                      | 1827         | Орден Ленина · Орден Октябрьской Революции · Орден Ушакова I степени                       |                |          |          |
| Военный дважды Краснознамённый институт физической культуры | 1909         | Орден Красного Знамени · Орден Красного Знамени                                            |                |          |          |
| Военный инженерный Краснознамённый институт имени А. Ф. Можайского | 1941         | Орден Красного Знамени                                                                     |                |          |          |
| Высшие курсы КГБ СССР | 1937         |                                                                                            |                |          |          |
| Высшее военно-морское инженерное ордена Ленина училище имени Ф. Э. Дзержинского                                                                                         | 1798         | Орден Ленина                                                                               |                |          |          |
| Высшее военно-морское ордена Красной Звезды училище радиоэлектроники имени А. С. Попова (Петродворец)                                                                   | 1933         | Орден Красной Звезды                                                                       |                |          |          |
| Высшее военно-морское ордена Ленина, Краснознамённое, ордена Ушакова училище имени М. В. Фрунзе                                                                         | 1918         | Орден Ленина · Орден Красного Знамени · Орден Ушакова I степени                            |                |          |          |
| Высшее военно-морское училище подводного плавания имени Ленинского комсомола                                                                                            | 1948         |                                                                                            |                |          |          |
| Высшее политическое училище МВД СССР имени 60-летия ВЛКСМ | 1944         |                                                                                            |                |          |          |
| Ленинградское высшее артиллерийское командное ордена Ленина, Краснознамённое училище имени Красного Октября                                                             | 1918         | Орден Ленина · Орден Красного Знамени                                                      |                |          |          |
| Ленинградское высшее военное инженерное училище связи имени Ленсовета                                                                                                   | 1941         |                                                                                            |                |          |          |
| Ленинградское высшее военное инженерно-строительное Краснознамённое училище имени генерала армии А. Н. Комаровского                                                     | 1939         | Орден Красного Знамени                                                                     |                |          |          |
| Ленинградское высшее военно-морское инженерное училище имени В. И. Ленина (Пушкин)                                                                                      | 1948         |                                                                                            |                |          |          |
| Ленинградское высшее военно-политическое училище противовоздушной обороны имени Ю. В. Андропова                                                                         | 1967         |                                                                                            |                |          |          |
| Ленинградское высшее военно-топографическое командное Краснознамённое, ордена Красной Звезды училище имени генерала армии А. И. Антонова                                | 1822         | Орден Красного Знамени · Орден Красной Звезды                                              |                |          |          |
| Ленинградское высшее зенитное ракетное командное ордена Красной Звезды училище имени 60-летия Великого Октября                                                          | 1928         | Орден Красной Звезды                                                                       |                |          |          |
| Ленинградское высшее общевойсковое командное дважды Краснознамённое училище имени С. М. Кирова (Петродворец)                                                            | 1918         | Орден Красного Знамени · Орден Красного Знамени                                            |                |          |          |
| Ленинградское высшее ордена Ленина, Краснознамённое училище железнодорожных войск и военных сообщений имени М. В. Фрунзе                                                | 1918         | Орден Ленина · Орден Красного Знамени                                                      |                |          |          |
| Ломоносовское военное авиационно-техническое училище (Лебяжье) |              |                                                                                            |                |          |          |
| Пушкинское высшее военное инженерное строительное училище | 1952         |                                                                                            |                |          |          |
| Пушкинское высшее ордена Красной Звезды училище радиоэлектроники противовоздушной обороны имени маршала авиации Е. Я. Савицкого                                         | 1941         | Орден Красной Звезды                                                                       |                |          |          |
| Львов |              |                                                                                            |                |          |          |
| Львовское высшее военно-политическое ордена Красной Звезды училище | 1939         | Орден Красной Звезды                                                                       |                |          |          |
| Минск |              |                                                                                            |                |          |          |
| Высшие курсы КГБ СССР | 1946         |                                                                                            |                |          |          |
| Минское высшее военно-политическое общевойсковое училище | 1980         |                                                                                            |                |          |          |
| Минское высшее инженерное зенитное ракетное училище противовоздушной обороны                                                                                            | 1953         |                                                                                            |                |          |          |
| Монино |              |                                                                                            |                |          |          |
| Военно-воздушная Краснознамённая, ордена Кутузова академия имени Ю. А. Гагарина                                                                                         | 1940         | Орден Красного Знамени · Орден Кутузова I степени                                          |                |          |          |
| Москва |              |                                                                                            |                |          |          |
| Военная академия Советской Армии | 1946         |                                                                                            |                |          |          |
| Военная ордена Ленина, Краснознамённая, ордена Суворова академия Генерального штаба Вооружённых Сил СССР имени К. Е. Ворошилова                                         | 1918         | Орден Ленина · Орден Красного Знамени                                                      |                |          |          |
| Военная ордена Октябрьской Революции, Краснознамённая академия химической защиты имени Маршала Советского Союза С. К. Тимошенко                                         | 1932         | Орден Октябрьской Революции · Орден Красного Знамени                                       |                |          |          |
| Военная орденов Ленина и Октябрьской Революции, Краснознамённая академия бронетанковых войск имени Маршала Советского Союза Р. Я. Малиновского                          | 1932         | Орден Ленина · Орден Октябрьской Революции · Орден Красного Знамени                        |                |          |          |
| Военная орденов Ленина и Октябрьской Революции, Краснознамённая, ордена Суворова академия имени М. В. Фрунзе                                                            | 1918         | Орден Ленина · Орден Октябрьской Революции · Орден Красного Знамени                        |                |          |          |
| Военная орденов Ленина, Октябрьской Революции и Суворова академия имени Ф. Э. Дзержинского                                                                              | 1820         | Орден Ленина · Орден Октябрьской Революции                                                 |                |          |          |
| Военно-ветеринарный факультет при Московском ветеринарном ордена Трудового Красного Знамени институте имени К. И. Скрябина                                              | 1925         | Орден Трудового Красного Знамени                                                           |                |          |          |
| Военно-воздушная инженерная орденов Ленина и Октябрьской Революции, Краснознамённая академия имени профессора Н. Е. Жуковского                                          | 1920         | Орден Ленина · Орден Октябрьской Революции · Орден Красного Знамени                        |                |          |          |
| Военно-дирижёрский факультет при Московской государственной дважды ордена Ленина консерватории имени П. И. Чайковского                                                  | 1935         | Орден Ленина · Орден Ленина                                                                |                |          |          |
| Военно-инженерная ордена Ленина, Краснознамённая академия имени В. В. Куйбышева                                                                                         | 1932         | Орден Ленина · Орден Красного Знамени                                                      |                |          |          |
| Военно-политическая орденов Ленина и Октябрьской Революции, Краснознамённая академия имени В. И. Ленина                                                                 | 1919         | Орден Ленина · Орден Октябрьской Революции · Орден Красного Знамени                        |                |          |          |
| Военный Краснознамённый институт Министерства обороны СССР | 1942         | Орден Красного Знамени                                                                     |                |          |          |
| Военный финансово-экономический факультет при Московском финансовом институте                                                                                           | 1947         |                                                                                            |                |          |          |
| Высшая Краснознамённая школа КГБ СССР имени Ф. Э. Дзержинского | 1921         | Орден Красного Знамени                                                                     |                |          |          |
| Высшие пограничные командные курсы | 1966         |                                                                                            |                |          |          |
| Краснознамённый институт КГБ СССР имени Ю. В. Андропова | 1938         | Орден Красного Знамени                                                                     |                |          |          |
| Московское высшее общевойсковое командное орденов Ленина и Октябрьской Революции, Краснознамённое училище имени Верховного Совета РСФСР                                 | 1917         | Орден Ленина · Орден Октябрьской Революции · Орден Красного Знамени                        |                |          |          |
| Московское высшее пограничное командное ордена Октябрьской Революции, Краснознамённое училище КГБ СССР имени Моссовета                                                  | 1932         | Орден Октябрьской Революции · Орден Красного Знамени                                       |                |          |          |
| Новосибирск |              |                                                                                            |                |          |          |
| Высшие курсы военной контрразведки | 1935         | Орден Красной Звезды                                                                       |                |          |          |
| Новосибирское высшее военное командное училище внутренних войск МВД СССР                                                                                                | 1971         |                                                                                            |                |          |          |
| Новосибирское высшее военно-политическое общевойсковое училище имени 60-летия Великого Октября                                                                          | 1967         |                                                                                            |                |          |          |
| Новочеркасск |              |                                                                                            |                |          |          |
| Новочеркасское высшее военное командное Краснознамённое училище связи имени Маршала Советского Союза В. Д. Соколовского                                                 | 1937         | Орден Красного Знамени                                                                     |                |          |          |
| Одесса |              |                                                                                            |                |          |          |
| Одесское высшее артиллерийское командное ордена Ленина училище имени М. В. Фрунзе                                                                                       | 1919         | Орден Ленина                                                                               |                |          |          |
| Омск |              |                                                                                            |                |          |          |
| Омское высшее общевойсковое командное дважды Краснознамённое училище имени М. В. Фрунзе                                                                                 | 1919         | Орден Красного Знамени · Орден Красного Знамени                                            |                |          |          |
| Омское высшее танковое инженерное ордена Красной Звезды училище имени Маршала Советского Союза П. К. Кошевого                                                           | 1939         | Орден Красной Звезды                                                                       |                |          |          |
| Орджоникидзе |              |                                                                                            |                |          |          |
| Орджоникидзевское высшее военное командное Краснознамённое училище внутренних войск МВД СССР имени С. М. Кирова                                                         | 1938         | Орден Красного Знамени                                                                     |                |          |          |
| Орджоникидзевское высшее зенитное ракетное командное училище противовоздушной обороны имени генерала армии И. А. Плиева                                                 | 1951         |                                                                                            |                |          |          |
| Орджоникидзевское высшее общевойсковое командное дважды Краснознамённое училище имени Маршала Советского Союза А. И. Ерёменко                                           | 1918         | Орден Красного Знамени · Орден Красного Знамени                                            |                |          |          |
| Орёл |              |                                                                                            |                |          |          |
| Орловское высшее военное командное училище связи КГБ СССР имени М. И. Калинина                                                                                          | 1966         |                                                                                            |                |          |          |
| Оренбург |              |                                                                                            |                |          |          |
| Оренбургское высшее военное авиационное Краснознамённое училище лётчиков имени дважды Героя Советского Союза И. С. Полбина                                              | 1921         | Орден Красного Знамени                                                                     |                |          |          |
| Оренбургское высшее зенитное ракетное командное Краснознамённое училище имени Г. К. Орджоникидзе                                                                        | 1936         | Орден Красного Знамени                                                                     |                |          |          |
| Пенза |              |                                                                                            |                |          |          |
| Пензенское высшее артиллерийское инженерное ордена Красной Звезды училище имени Главного маршала артиллерии Н. Н. Воронова                                              | 1943         | Орден Красной Звезды                                                                       |                |          |          |
| Пермь |              |                                                                                            |                |          |          |
| Пермское военное авиационно-техническое училище имени Ленинского комсомола                                                                                              | 1943         |                                                                                            |                |          |          |
| Пермское высшее военное командное училище внутренних войск МВД СССР | 1981         |                                                                                            |                |          |          |
| Пермское высшее военное командно-инженерное Краснознамённое училище ракетных войск имени Маршала Советского Союза В. И. Чуйкова                                         | 1930         | Орден Красного Знамени                                                                     |                |          |          |
| Полтава |              |                                                                                            |                |          |          |
| Полтавское высшее военное командное училище связи имени Маршала Советского Союза К. С. Москаленко                                                                       | 1968         |                                                                                            |                |          |          |
| Полтавское высшее зенитное ракетное командное Краснознамённое училище имени генерала армии Н. Ф. Ватутина                                                               | 1941         | Орден Красного Знамени                                                                     |                |          |          |
| Рига |              |                                                                                            |                |          |          |
| Рижское высшее военное авиационное инженерное училище имени Якова Алксниса                                                                                              | 1938         |                                                                                            |                |          |          |
| Рижское высшее военно-политическое Краснознамённое училище имени Маршала Советского Союза С. С. Бирюзова                                                                | 1931         | Орден Красного Знамени                                                                     |                |          |          |
| Ростов-на-Дону |              |                                                                                            |                |          |          |
| Ростовское высшее военное командно-инженерное училище ракетных войск имени Главного маршала артиллерии М. И. Неделина                                                   | 1951         |                                                                                            |                |          |          |
| Рязань |              |                                                                                            |                |          |          |
| Рязанское высшее военное автомобильное инженерное ордена Красной Звезды училище                                                                                         | 1940         | Орден Красной Звезды                                                                       |                |          |          |
| Рязанское высшее военное командное училище связи имени Маршала Советского Союза М. В. Захарова                                                                          | 1941         |                                                                                            |                |          |          |
| Рязанское высшее воздушно-десантное командное дважды Краснознамённое училище имени Ленинского комсомола                                                                 | 1918         | Орден Красного Знамени · Орден Красного Знамени                                            |                |          |          |
| Самарканд |              |                                                                                            |                |          |          |
| Самаркандское высшее военное автомобильное командное училище имени Верховного Совета Узбекской ССР                                                                      | 1969         |                                                                                            |                |          |          |
| Саратов |              |                                                                                            |                |          |          |
| Военно-медицинский факультет при Саратовском медицинском ордена Трудового Красного Знамени институте                                                                    | 1939         | Орден Трудового Красного Знамени                                                           |                |          |          |
| Саратовское высшее военное авиационное училище лётчиков | 1969         |                                                                                            |                |          |          |
| Саратовское высшее военное инженерное училище химической защиты | 1932         |                                                                                            |                |          |          |
| Саратовское высшее военное командное Краснознамённое училище внутренних войск МВД СССР имени Ф. Э. Дзержинского                                                         | 1932         | Орден Красного Знамени                                                                     |                |          |          |
| Саратовское высшее военное командно-инженерное Краснознамённое, ордена Красной Звезды училище ракетных войск имени Героя Советского Союза генерал-майора А. И. Лизюкова | 1918         | Орден Красного Знамени · Орден Красной Звезды                                              |                |          |          |
| Свердловск |              |                                                                                            |                |          |          |
| Высшие курсы КГБ СССР | 1976         |                                                                                            |                |          |          |
| Свердловское высшее военно-политическое танко-артиллерийское училище имени Л. И. Брежнева                                                                               | 1967         |                                                                                            |                |          |          |
| Севастополь |              |                                                                                            |                |          |          |
| Севастопольское высшее военно-морское инженерное училище | 1951         |                                                                                            |                |          |          |
| Черноморское высшее военно-морское ордена Красной Звезды училище имени П. С. Нахимова                                                                                   | 1946         | Орден Красной Звезды                                                                       |                |          |          |
| Серпухов |              |                                                                                            |                |          |          |
| Серпуховское высшее военное командно-инженерное училище ракетных войск имени Ленинского комсомола                                                                       | 1941         |                                                                                            |                |          |          |
| Симферополь |              |                                                                                            |                |          |          |
| Симферопольское высшее военно-политическое строительное училище | 1967         |                                                                                            |                |          |          |
| Смоленск |              |                                                                                            |                |          |          |
| Смоленское высшее зенитное ракетное инженерное училище | 1970         |                                                                                            |                |          |          |
| Солнечногорск |              |                                                                                            |                |          |          |
| Высшие офицерские орденов Ленина и Октябрьской Революции, Краснознамённые курсы «Выстрел» имени Маршала Советского Союза Б. М. Шапошникова                              | 1918         | Орден Ленина · Орден Октябрьской Революции · Орден Красного Знамени                        |                |          |          |
| Ставрополь |              |                                                                                            |                |          |          |
| Ставропольское высшее военное авиационное училище лётчиков и штурманов противовоздушной обороны имени маршала авиации В. А. Судца                                       | 1969         |                                                                                            |                |          |          |
| Ставропольское высшее военное инженерное училище связи имени 60-летия Великого Октября                                                                                  | 1962         |                                                                                            |                |          |          |
| Сумы |              |                                                                                            |                |          |          |
| Сумское высшее артиллерийское командное дважды Краснознамённое училище имени М. В. Фрунзе                                                                               | 1918         | Орден Красного Знамени · Орден Красного Знамени                                            |                |          |          |
| Сызрань |              |                                                                                            |                |          |          |
| Сызранское высшее военное авиационное училище лётчиков имени 60-летия СССР                                                                                              | 1940         |                                                                                            |                |          |          |
| Таллин |              |                                                                                            |                |          |          |
| Таллинское высшее военно-политическое строительное училище | 1979         |                                                                                            |                |          |          |
| Тамбов |              |                                                                                            |                |          |          |
| Тамбовское высшее военное авиационное инженерное ордена Ленина, Краснознамённое училище имени Ф. Э. Дзержинского                                                        | 1919         | Орден Ленина · Орден Красного Знамени                                                      |                |          |          |
| Тамбовское высшее военное авиационное Краснознамённое училище лётчиков имени М. М. Расковой                                                                             | 1931         | Орден Красного Знамени                                                                     |                |          |          |
| Тамбовское высшее военное командное Краснознамённое училище химической защиты имени Н. И. Подвойского                                                                   | 1932         | Орден Красного Знамени                                                                     |                |          |          |
| Ташкент |              |                                                                                            |                |          |          |
| Высшие курсы КГБ СССР | 1971         |                                                                                            |                |          |          |
| Ташкентское высшее общевойсковое командное Краснознамённое, ордена Красной Звезды училище имени В. И. Ленина                                                            | 1918         | Орден Красного Знамени · Орден Красной Звезды                                              |                |          |          |
| Тбилиси |              |                                                                                            |                |          |          |
| Высшие курсы КГБ СССР | 1986         |                                                                                            |                |          |          |
| Тбилисское высшее артиллерийское командное Краснознамённое, ордена Красной Звезды училище имени 26 Бакинских комиссаров                                                 | 1920         | Орден Красного Знамени · Орден Красной Звезды                                              |                |          |          |
| Тольятти |              |                                                                                            |                |          |          |
| Тольяттинское высшее военное строительное командное училище | 1978         |                                                                                            |                |          |          |
| Томск |              |                                                                                            |                |          |          |
| Военно-медицинский факультет при Томском медицинском институте | 1965         |                                                                                            |                |          |          |
| Томское высшее военное командное ордена Красной Звезды училище связи | 1965         | Орден Красной Звезды                                                                       |                |          |          |
| Тула |              |                                                                                            |                |          |          |
| Тульское высшее артиллерийское инженерное орденов Ленина и Октябрьской Революции училище имени Тульского пролетариата                                                   | 1869         | Орден Ленина · Орден Октябрьской Революции                                                 |                |          |          |
| Тюмень |              |                                                                                            |                |          |          |
| Тюменское высшее военно-инженерное командное училище имени маршала инженерных войск А. И. Прошлякова                                                                    | 1940         |                                                                                            |                |          |          |
| Ульяновск |              |                                                                                            |                |          |          |
| Ульяновское высшее военное командное ордена Красной Звезды училище связи имени Г. К. Орджоникидзе                                                                       | 1936         | Орден Красной Звезды                                                                       |                |          |          |
| Ульяновское высшее военно-техническое училище имени Богдана Хмельницкого                                                                                                | 1948         |                                                                                            |                |          |          |
| Ульяновское гвардейское высшее танковое командное дважды Краснознамённое, ордена Красной Звезды училище имени В. И. Ленина                                              | 1918         | Советская гвардия · Орден Красного Знамени · Орден Красного Знамени · Орден Красной Звезды |                |          |          |
| Уссурийск |              |                                                                                            |                |          |          |
| Уссурийское высшее военное автомобильное командное училище | 1947         |                                                                                            |                |          |          |
| Уфа |              |                                                                                            |                |          |          |
| Уфимское высшее военное авиационное училище лётчиков | 1984         |                                                                                            |                |          |          |
| Хабаровск |              |                                                                                            |                |          |          |
| Хабаровское высшее военное строительное училище | 1981         |                                                                                            |                |          |          |
| Харьков |              |                                                                                            |                |          |          |
| Военная инженерная радиотехническая орденов Октябрьской Революции и Отечественной войны академия противовоздушной обороны имени Маршала Советского Союза Л. А. Говорова | 1941         | Орден Октябрьской Революции · Орден Отечественной войны I степени                          |                |          |          |
| Харьковское высшее военное авиационное инженерное Краснознамённое училище                                                                                               | 1941         | Орден Красного Знамени                                                                     |                |          |          |
| Харьковское высшее военное авиационное ордена Красной Звезды училище лётчиков имени дважды Героя Советского Союза С. И. Грицевца                                        | 1930         | Орден Красной Звезды                                                                       |                |          |          |
| Харьковское высшее военное авиационное училище радиоэлектроники имени ЛКСМУ                                                                                             | 1937         |                                                                                            |                |          |          |
| Харьковское высшее военное командно-инженерное училище ракетных войск имени Маршала Советского Союза Н. И. Крылова                                                      | 1941         |                                                                                            |                |          |          |
| Харьковское высшее военное училище тыла внутренних войск МВД СССР | 1945         |                                                                                            |                |          |          |
| Харьковское гвардейское высшее танковое командное ордена Красной Звезды училище имени Верховного Совета Украинской ССР                                                  | 1944         | Советская гвардия · Орден Красной Звезды                                                   |                |          |          |
| Хмельницкий |              |                                                                                            |                |          |          |
| Хмельницкое высшее артиллерийское командное училище имени маршала артиллерии Н. Д. Яковлева                                                                             | 1970         |                                                                                            |                |          |          |
| Челябинск |              |                                                                                            |                |          |          |
| Челябинское высшее военное авиационное Краснознамённое училище штурманов имени 50-летия ВЛКСМ                                                                           | 1936         | Орден Красного Знамени                                                                     |                |          |          |
| Челябинское высшее военное автомобильное инженерное училище имени Главного маршала бронетанковых войск П. А. Ротмистрова                                                | 1930         |                                                                                            |                |          |          |
| Челябинское высшее танковое командное училище имени 50-летия Великого Октября                                                                                           | 1941         |                                                                                            |                |          |          |
| Череповец |              |                                                                                            |                |          |          |
| Череповецкое высшее военное инженерное училище радиоэлектроники имени 70-летия Великого Октября                                                                         | 1957         |                                                                                            |                |          |          |
| Чернигов |              |                                                                                            |                |          |          |
| Черниговское высшее военное авиационное училище лётчиков имени Ленинского комсомола                                                                                     | 1940         |                                                                                            |                |          |          |
| Чирчик |              |                                                                                            |                |          |          |
| Ташкентское высшее танковое командное ордена Ленина училище имени дважды Героя Советского Союза маршала бронетанковых войск П. С. Рыбалко                               | 1918         | Орден Ленина                                                                               |                |          |          |
| Энгельс |              |                                                                                            |                |          |          |
| Энгельсское высшее зенитное ракетное командное училище противовоздушной обороны                                                                                         | 1951         |                                                                                            |                |          |          |
| Ярославль |              |                                                                                            |                |          |          |
| Ярославское высшее военное финансовое ордена Красной Звезды училище имени генерала армии А. В. Хрулёва                                                                  | 1938         | Орден Красной Звезды                                                                       |                |          |          |
| Ярославское высшее зенитное ракетное командное училище противовоздушной обороны имени 60-летия Великого Октября                                                         | 1951         |                                                                                            |                |          |          |